# 니시하루정
니시하루정(西春町)은 아이치현 니시카스가이군에 존재했던 정이다. 나고야시 북서쪽에 인접해 있었다. 2006년 3월 20일, 시카쓰정과 합병해 기타나고야시가 되었다.

## 역사
- 1906년 7월 16일 - 니시카스가이군 구노쓰보촌, 가미짓카촌, 시모짓카촌이 합병해 니시하루촌이 되었다.
- 1963년 11월 1일 - 정으로 승격해 니시하루정이 되었다.
- 2006년 3월 20일 - 기타나고야시가 성립하였다. 니시하루 정사무소가 기타나고야 시청이 되었다.

## 재정

### 2004년도
- 재정력지수 1.20
- 경상수지비율 75.4%
- 보통회계 세입 총액 112억8525만엔
  - 시정촌세(지방세) 60억5851만엔
  - 지방특례교부금 2억5505만엔
  - 지방교부세 5459만엔
  - 지방채 9억9130만엔
- 보통회계 세출총액 102억6115만엔
  - 인건비 19억0528만엔 (18.6%)
  - 부조비 8억3634만엔 (8.2%)
  - 공채비 (빚 상환) 3억6737만엔 (3.6%)
- 인구 1000명당 직원 수 6.86명 아이치현 시정촌 평균 7.65
  - 내역 일반직원 230명(이 중 기능노무직 16명, 소방직은 일부 사무조합 소속이므로 여기서는 0명) 총 230명
- 마을 직원 1인당 월평균 임금 30만8900엔의 모든 직원 수당을 포함하지 않는 수치
- 마을 직원 1인당 인건비 개산치 828만3865엔(인건비/직원수)
- 라스파이레스 지수 88.9

지방채 등의 채무 합계
- 보통 회계분 지방채 57억8800만엔
- 상기 이외의 특별회계분 지방채 미상(2005년도 재정상황 등 일람표에 기재 없음)
  - 국민건강보험특별회계, 노인보건특별회계, 간병보험특별회계
- 관련된 일부 사무조합분의 채무(채무부담비율) 18억7400만엔
  - 주기 기타나고야 수도기업단분의 채무 39억1400만엔에 대해서는 계산하지 않았다.
- 제3섹터 등의 채무보증 등과 관련된 채무 7600만엔
  - 오와리 토지 개발 공사

지방채 등의 채무 합계 77억3800만엔(연결회계 생각에 기초한 단 2개의 특별회계분의 채무는 포함하지 않는다)
- 니시하루 마을 주민 1인당 부채 23만0799엔

## 교통

### 철도
- 나고야 철도 이누야마 선

### 도로
- 국도 제22호선